# 1975년 뉴욕 영화 비평가 협회상
제41회 뉴욕 영화 비평가 협회상은 1975년 영화를 대상으로 하는 시상식이다.

## 수상 및 후보

### 작품상
- 내쉬빌

### 감독상
- 내쉬빌 - 로버트 알트만 수상

### 각본상
- 아델의 사랑 이야기 - 프랑수아 트뤼포 수상
- 아델의 사랑 이야기 - Suzanne Schiffman 수상
- 아델의 사랑 이야기 - Jean Gruault 수상

### 여우주연상
- 아델의 사랑 이야기 - 이자벨 아자니 수상

### 남우주연상
- 뻐꾸기 둥지 위로 날아간 새 - 잭 니콜슨 수상

### 여우조연상
- 내쉬빌 - 릴리 톰린 수상

### 남우조연상
- 하츠 오브 더 웨스트 - 알란 아킨 수상